# 托尼·吉尔斯
托尼·吉尔斯（英語：Tony Giles）是前澳大利亚澳式足球队的球员，1970年代到1980年代，他曾住在阿德莱德港。
吉尔斯来到阿德莱德港，参加了1975年赛季的比赛，他主要是担当前锋和侧翼，他参加了1981年英超球队。